# 爬虫両棲類学
爬虫両生類学（はちゅうりょうせいるいがく、英語：herpetology）とは、爬虫類と両生類（両棲類）を対象とした動物学の一分野である。英語のherptileという語句は、爬虫類と両生類を含んだ意味で用いられる。
爬虫両生類学では変温（冷血）動物の四肢動物を扱う。両生類はカエルやサンショウウオ、イモリ、アシナシイモリ、爬虫類はヘビやトカゲ、カメやワニ、アシナシトカゲ、ムカシトカゲなどが含まれる。

## 両者の関係
爬虫両生類学には二つの綱が含まれるが、これらはともに変温動物で、サンショウウオとトカゲのようによく似た形態をしているものもある。
しかし進化的に見ると必ずしも密接に関連しているわけではない。両生類は3室に分かれた心臓を持ち、一生のほとんどを水辺で過ごす。また両生類は分泌腺に富んだ皮膚を持ち、多くは捕食者を撃退するために毒液を出す。成体は陸上生活が可能な体を持つが、幼生は原則としてえらを持ち、水中生活であり、成体になるときにはっきりした変態がおこなわれる。卵には殻がなく、水中に産卵されるのが原則である。
一方爬虫類は防水性の乾いた皮膚を持ち、鱗で身を守っているが分泌腺はほとんど持たない。多くの爬虫類は一生を通じて水辺では生活せず、肺を持っている。爬虫類の心臓は3室だが、心室がやや仕切られ（ワニのみ4室）、卵胎生のウミヘビを除いて、ほとんどが陸で産卵する。しかし既に絶滅した種は異なった生態を持っていたものもある。
脊椎動物の分類の上では、爬虫類・鳥類・哺乳類を有羊膜類としてまとめることがあり、この観点でも両生類は大きな異質性を持っている。

### 一緒にする理由
総じて言えば、この両者の共通点は四肢動物であることと、変温動物であることであるが、これらは明らかに陸上脊椎動物における祖先的形質であるから、それを理由にそれらをまとめることの正当性を主張するのは無理がある。
にもかかわらずこれらをまとめる理由は、それ以外のものがまとめやすいからである。脊椎動物において魚類・鳥類・哺乳類は種数が多く、それぞれに特徴がはっきりしているので（細部を見れば必ずしもそうではないが、一般的印象としてはそうである）、それぞれに単独の学問の形をとりやすい。しかし両生類、爬虫類は、特に学問の進歩の主流であった温帯域においては種数が少なく、したがって先の群のように区別して扱うのではなく、それらをまとめてしまうことが多かった。もちろん先に挙げた共通性があることもその理由にはなっている。図鑑等においてもこの二つをまとめる例が多い。また、これらが古生代中生代に栄えた動物群の生き残りである、との印象もある。
しかし、これらの動物の主たる分布地は熱帯域であり、そこでは種数もかなり多く、扱う内容ははるかに豊かである。

## 内容
特に両生類は環境の変化に敏感であるため、爬虫両生類学の研究は地球環境の変化を明らかにする。また爬虫類や両生類が産生する毒素は人間の薬として役立っている。現在でも、あるヘビ毒は脳卒中や心臓発作の治療に使われる抗凝血剤を作るのに使われている。